# Чёрный рыцарь (Marvel Comics)
Чёрный рыцарь (англ. Black Knight) — имя, под которым известны несколько персонажей, как героев, так и злодеев, действующих в комиксах издательства Marvel Comics.

## История публикаций
Первый Чёрный рыцарь Marvel Comics, сэр Перси из Скандии, был создан писателем Стэном Ли и художником Джо Манели и впервые появился в средневековой приключенческой серии Black Knight # 1-5 (май-декабрь 1955) издательства Atlas Comics предшественника Marvel Comics.
Потомок сэра Перси, профессор Нейтан Гарретт созданный писателем Стэном Ли и художником Диком Айерсом, дебютировал в качестве современного суперзлодея Чёрного рыцаря в Tales to Astonish #52 (февраль 1964). Он так же появлялся в Avengers # 6, 14-15 (июль 1964 г., март-апрель 1965 г.), и в Tales of Suspense # 73 (январь 1966), где был смертельно ранен.
Племянник Гарретта Дэйн Уитман, созданный писателем Роем Томасом и художником Джоном Бьюсема, впервые появляется в The Avengers # 47 (декабрь 1967) и становится героической версией Чёрного рыцаря в следующем выпуске — The Avengers # 48 (январь 1967). Он время от времени выступал с Мстителями, пока не становится одним из их основных членов и регулярно появляется в выпусках The Avengers #254-297 (1985-1988). Так же Витман появлялся в собственной ограниченной серии Black Knight # 1-4 (июнь-сентябрь 1990), написанной Роем и Данном Томасами и нарисованной Тони ДеЗунига и Ричем Баклером.
Сэр Перси, Нейтан Гарретт и Дэйн Уитман вместе появились в написанном Роем Томасом и иллюстрированном Томом Грамметом и Скоттом Ханна выпуске Mystic Arcana: Black Knight (сентябрь 2007), втором из четырёх выпусках серии Mystic Arcana.
Четвёртый Чёрный рыцарь Августин дю Лак, имевший невыявленную генетическую связь с остальными персонажами, дебютировал в выпуске The Black Panther #3 (июнь 2005), созданном писателем Реджинальдом Хадлином и художником Джоном Ромита-младшим.

## Персонажи

### Сэр Перси из Скандии
Оригинальный Чёрный рыцарь сэр Перси из Скандии, был рыцарем в VI веке, который служил при дворе короля Артура и был его величайшим воином. Завербованный Мерлином, Перси принимает двойную личность и делает вид, что совершенно некомпетентный, пока не изменяется, становясь Чёрным рыцарем. Как Чёрный рыцарь, Перси владеет Эбеновым лезвием, которое Мерлин выковал из метеорита. Его постоянным врагом был злой рыцарь Мордред (предательский «племянник» Артура). Перси в конце концов был убит им во время падения Камелота, когда злодей ударил его сзади заколдованным клинком. Затем Мордред сам умирает от ран, нанесённых ему Артуром. Мерлин гарантирует, что дух Перси будет жить на заклинаниях, которые вызовут его призрак, если Мордред когда-нибудь вернётся. Дух Перси несколько раз являлся и давал советы своему потомку Дэйну Уитману.

### Нейтан Гарретт
Биолог Нейтан Гарретт являлся прямым потомком сэра Перси и нашёл могилу предка и Эбеновое лезвие. Склонности Гарретта к насилию делают его недостойным для владения мечом, и он избегает призрака сэра Перси. Озлобленный Гарретт придумывает себе арсенал средневекового оружия, в котором используются современные технологии и с помощью генетического проектирования создаёт крылатого коня. Назвав себя Чёрным рыцарем, Гарретт отправляется на преступную жизнь назло своим предкам. После боя с героем Человеком-гигантом Гарретт присоединяется к команде Повелителей Зла, созданной злодеем Бароном Земо, и вместе с ними распространяет над городом Клей Икс, но терпит поражение от Тора. После двух неудачных сражений с Мстителями, он сбегает из тюрьмы при помощи Чародейки и сражается с Железным человеком из-за контролирующей разум машины Доктора Дума, которая заставила суперзлодеев атаковать свадьбу Мистера Фантастики и Невидимой Леди, которую Нейтан, как и другие злодеи, забывает из-за машины, созданной Мистером Фантастикой. Впоследствии он был смертельно ранен, когда пытаясь убить Железного человека, падает со своего крылатого коня. Умирающий Гарретт вызывает своего племянника Дэйна Витмана, раскрывает ему свою тайную личность и кается за свою преступную жизнь. Уитман затем сам принимает личность Черного рыцаря.

### Дэйн Уитман
Третий Чёрный рыцарь, племянник Нейтана Гарретта Дэйн Уитман стал супергероем и был членом Мстителей, Защитников, Героев по Найму, Нового Эскалибура и MI: 13.

### Августин-дю-Лак
Чёрный рыцарь Ватикана по имени Августин-дю-Лак получил Эбеновое лезвия после того, как агенты Ватикана нашли его в иракском гнезде вампиров.
Он является членом команды суперзлодеев, которые вторглись в африканское государство Ваканду. Будучи набожным католиком дю-Лак надеялся обратить население Ваканды в католичество. Он потерпел поражение от Чёрной пантеры, который отобрал у него Эбеновое лезвие.
У него была своя версия крылатого коня, который был позже захвачен Алёшой Кравиноффом, сыном Кравена-охотника, и убит для применения в пищу.

### Женская версия Чёрного рыцаря
Девушка-подросток, использующая личность Чёрного рыцаря, появилась в качестве члена Юных Мастеров в ограниченной серии Vengeance.

## Родословная Чёрных рыцарей
Нейтан Гарретт и Дэйн Уитман являются частью родословной Чёрных рыцарей, уходящей в VI век. В New-Excalibur # 10, в первом сюжете Последний день Камелота было показано, что Дэйн превратил замок Гаррета в музей Чёрных рыцарей с различными экспонатами на различных героев, в том числе тело сэра Перси. В музее существует длинный ряд картин рыцарей, среди которых:
- Сэр Растон – племянник сэра Перси, стал Чёрным рыцарем после него. Он жил в средневековье, но был принят в Анахронавты Кангом-Завоевателем и путешествовал во времени.
- Сэр Эобар из Гаррингтона – был Чёрным рыцарем во время крестовых походов.
- Сэр Уильям – изображён в бою в окопах Первой мировой войны.
- Сэр Генри – изображён как бесстрашный авантюрист.

Очевидно, что последним рыцарем является Эрнст Вайзин, живший около 2600 года н.э.

## Альтернативные версии

### Земля Икс
В серии Earth X Ахура — сын Чёрного Грома и Медузы становится Чёрным рыцарем.

### Зомби Marvel
Дэйн Уитман становится одним из десятков зомби, которые осадили замок Доктора Дума.

### Ultimate
Во вселенной Ultimate Marvel Чёрный рыцарь является членом команды супергероев под названием Защитники. Он длинноволосый, бородатый, потерявший форму, одетый в кусок брони и напоминает участника ролевых игры. Позднее он появляется в Ultimate Comics: New Ultimates.

### Проктор
Проктор — версия Дэйна Уитмана на Земле-374, где он является лидером команды под названием «Собиратели».

## Вне комиксов

### Кинематографическая вселенная Marvel
- Кит Харингтон сыграл Дэйна Уитмана в фильме «Вечные» 2021 года, входящего в кинематографическую вселенную Marvel. Также в фильме Серси упомянула дядю Дэйна, с которым ему нужно помириться, что может быть отсылкой на Нейтана Гарретта.

### Телевидение
- Нейтан Гарретт появлялся в эпизодах, посвящённых Капитану Америки и Мстителям, мультсериала «The Marvel Super Heroes», где являлся членом Повелителей зла, созданных Бароном Генрихом Земо. Так же появился в эпизодах, посвящённых Железному человеку.
- Средневековый Чёрный рыцарь появился в серии «Рыцари и демоны» мультсериала «Человек-паук и его удивительные друзья».
- Чёрный рыцарь Ватикана появлялся в мультфильме «Черная пантера», где его озвучил Джей-Би Бланк. Он является одним из злодеев, которые помогают главному антагонисту сериала Улиссесу Клоу в его вторжении в Ваканду.
- Нейтан Гарретт появляется в мультсериале «Железный человек: Приключения в броне», где его озвучил Алистер Абель. Он является членом команды Maggia и личным охранником Графа Нефария.
- Дэйн Уитман появляется в качестве камео в серии «Приход Завоевателя» мультсериала «Мстители: Могучие герои Земли», где защищает Лондон от армии Канга.

### Видеоигры
Дэйн Уитман является играбельным персонажем в Marvel: Avengers Alliance.